# اچ‌دی ۹۰۱۵۶
اچ‌دی ۹۰۱۵۶ یک ستاره است که در صورت فلکی مار باریک قرار دارد.